# الحجلية (الباب)
الحجلية  قرية سوريّة تتبع إداريّاً لمحافظة حلب منطقة الباب ناحية عريمة، بلغ تعداد سكانها 1,211 نسمة حسب التعداد السكاني لعام 2004.